# 100 a. C.
El año 499 a. C. fue un año del calendario romano prejuliano. En el Imperio romano se conocía como el Año 654 Ab urbe condita. Fue el primer año del siglo I a. C.

## Acontecimientos

### América
- En Mesoamérica inicia la fase Tzacualli de Teotihuacán, de acuerdo con la cronología de René Millon.

- En la actual Lima, Perú, inicia la Cultura Moche, con capital Salinari.

- Encomienda la expansión de la Cultura Maya (actual México-Guatemala-Belice-Honduras)
- En la cordillera Occidental de Colombia, los pobladores desarrollan técnicas para controlar cambios en los suelos y desarrollar la agricultura. : Las culturas del Río San Jorge, como los zenúes construyen canales para controlar inundaciones.

### Armenia
- En Armenia, los partos ponen en el trono a Tigranes II a cambio de que se les cedan «setenta valles» (fecha aproximada).

### Asia
- Se escriben en Judea los dos libros deuterocanónicos de los Macabeos.
- En esta época, en Oriente Medio se extingue el elefante.
- En China, revueltas de campesinos bajo el reinado del emperador Wu de Han.
- En China, Sima Qian escribe la Historia de China (fecha aproximada).
- En el subcontinente indostánico, el rey indogriego Demetrio III Anicetos gobierna sobre Gandhara (Pakistán) y la región del Panyab (India).

### República romana
- En Roma son nombrados cónsules Lucio Valerio Flaco, Cayo Mario (sexto consulado de Mario).
- Manio Aquilio Nepos celebra una ovación por las victorias en la segunda guerra servil.
- El tribuno Lucio Apuleyo Saturnino, presenta una ley para redistribuir tierra entre los veteranos del ejército. La ley requiere que todos los senadores juren obedecerla. Quinto Cecilio Metelo el Numídico se niega y es exiliado. Viaja a la isla de Rodas a estudiar filosofía.
- Diciembre: Saturnino es elegido cónsul para el año siguiente. Un candidato rival, Cayo Memio, es hallado asesinado por agentes de Saturnino, quien es declarado enemigo público por el Senado. Mario, como cónsul, derrota en el Foro romano a su antiguo aliado en la batalla. Saturnino y sus seguidores se rinden, con la condición de que les perdonen la vida, pero son apedreados hasta morir con tejas por senadores renegados. Mario pierde poder político.

## Nacimientos
- 12/13 de julio: Julio César, general y político romano (m. 44 a. C.).
- Tito Labieno, noble y militar romano (m. 45 a. C.).

## Fallecimientos
- 10 de diciembre: Lucio Apuleyo Saturnino, político romano.
- Cornelia, viuda de Tiberio Graco
- Teodosio de Bitinia, astrónomo y matemático griego.

## Ciencia y tecnología
- En África, Posidonio de Apamea mide el tamaño de la tierra, obteniendo un valor equivocado, que prevalece los próximos siglos[2] (más de un siglo antes, Eratóstenes realizó esa medición aproximándose mucho a los valores actuales).[3]